# المجيلسي
المجيلسي فن من الفنون الشعبية في المنطقة الشرقية بالمملكة العربية السعودية، وهو ضمن تراث محافظة الأحساء قديمًا، حيث ارتبط بالأعراس والمناسبات المهمة في المنطقة، ويتكون من شاعر ومغني يقومون بإعادة الأغاني الشعبية والفن القديم، بهدف الحفاظ عليه وإحيائه.